# Сел су Шанмерл
Сел су Шанмерл (фр. Celle-sous-Chantemerle) је насеље и општина у североисточној Француској у региону Шампањ-Арден, у департману Марна која припада префектури Еперне.
По подацима из 2011. године у општини је живело 163 становника, а густина насељености је износила 13,55 становника/km². Општина се простире на површини од 12,03 km². Налази се на средњој надморској висини од 129 метара.

## Демографија
| 1962. | 1968. | 1975. | 1982. | 1990. | 1999. | 2011. |
| ----- | ----- | ----- | ----- | ----- | ----- | ----- |
| 118   | 137   | 125   | 143   | 136   | 136   | 163   |

График промене броја становника у току последњих година